# Campeonato da Europa de Atletismo de 2010 - 200 m masculino
A prova dos 200 metros masculino do Campeonato da Europa de Atletismo de 2010 foi disputada entre os dias 29 e 30 de julho de 2010 no Lluís Companys em Barcelona,  na Espanha. 

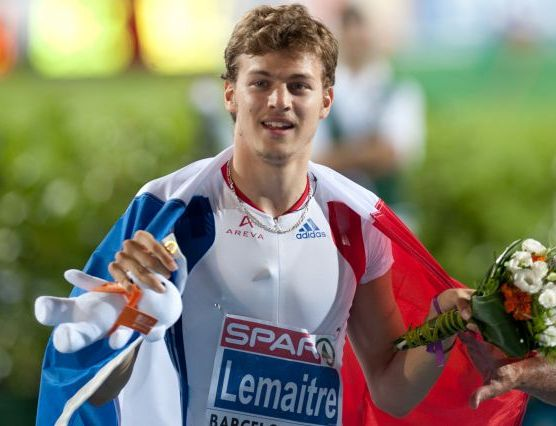
Christophe Lemaitre no Campeonato da Europa de Atletismo de 2010

## Recordes
Antes desta competição, os recordes mundiais e do campeonato nesta prova eram os seguintes:
|                       | Nome                  | Nacionalidade | Tempo  | Local            | Data                   |
| --------------------- | --------------------- | ------------- | ------ | ---------------- | ---------------------- |
| Recorde mundial       | Usain Bolt            | Jamaica       | 19s19  | Berlim           | 20 de agosto de 2009   |
| Recorde do campeonato | Konstantinos Kenteris | Grécia        | 19s 85 | Munique          | 9 de agosto de 2002    |
| Recorde europeu       | Pietro Mennea         | Itália        | 19s 72 | Cidade do México | 12 de setembro de 1979 |

## Medalhistas
| Ouro                      | Prata                   | Bronze                  |
| Christophe Lemaitre (FRA) | Christian Malcolm (GBR) | Martial Mbandjock (FRA) |

## Cronograma
Todos os horários são locais (UTC+2).
| Data        | Hora  | Evento    |
| ----------- | ----- | --------- |
| 29 de julho | 11:30 | Bateria   |
| 29 de julho | 19:55 | Semifinal |
| 30 de julho | 19:25 | Final     |

## Resultados

### Bateria
Qualificação: 3 atletas de cada bateria  (Q) mais os  4 melhores qualificados (q). 
Bateria 1
| Posição. | Raia | Atleta            | Nacionalidade | Tempo | Notas |
| -------- | ---- | ----------------- | ------------- | ----- | ----- |
| 1        | 6    | Christian Malcolm | Reino Unido   | 20.63 | Q     |
| 2        | 3    | Kamil Kryński     | Polónia       | 20.81 | Q, =  |
| 3        | 4    | Martial Mbandjock | França        | 20.83 | Q     |
| 4        | 5    | Ihor Bodrov       | Ucrânia       | 20.98 |       |
| 5        | 8    | Jiří Vojtík       | Chéquia       | 21.02 |       |
| 6        | 7    | Jan Žumer         | Eslovênia     | 21.17 |       |
| 7        | 2    | Izzet Safer       | Turquia       | 21.41 |       |
| 8        | 1    | Yordan Ilinov     | Bulgária      | 21.65 |       |

Bateria 2
| Posição. | Raia | Atleta                | Nacionalidade | Tempo | Notas |
| -------- | ---- | --------------------- | ------------- | ----- | ----- |
| 1        | 7    | Christophe Lemaitre   | França        | 20.64 | Q     |
| 2        | 8    | Arnaldo Abrantes      | Portugal      | 20.87 | Q     |
| 3        | 2    | Jeffrey Lawal-Balogun | Reino Unido   | 20.93 | Q     |
| 4        | 4    | Daniel Schnelting     | Alemanha      | 20.98 |       |
| 5        | 6    | Petr Szetei           | Chéquia       | 21.06 |       |
| 6        | 1    | Ryan Moseley          | Áustria       | 21.07 |       |
| 7        | 5    | Matic Osovnikar       | Eslovênia     | 21.36 | =     |
| 8        | 3    | Alex Wilson           | Suíça         | 21.40 |       |

Bateria 3
| Posição. | Raia | Atleta                   | Nacionalidade | Tempo | Notas |
| -------- | ---- | ------------------------ | ------------- | ----- | ----- |
| 1        | 2    | Jaysuma Saidy Ndure      | Noruega       | 20.60 | Q     |
| 2        | 5    | David Alerte             | França        | 20.70 | Q     |
| 3        | 4    | Johan Wissman            | Suécia        | 20.79 | Q     |
| 4        | 7    | Marc Schneeberger        | Suíça         | 20.80 | q     |
| 5        | 8    | Vyacheslav Kolesnichenko | Rússia        | 20.95 | q,    |
| 6        | 1    | Matteo Galvan            | Itália        | 20.96 |       |
| 7        | 3    | Steven Colvert           | Irlanda       | 21.14 |       |
| 8        | 6    | Piotr Wiaderek           | Polónia       | 21.20 |       |

Bateria 4
| Posição. | Raia | Atleta                      | Nacionalidade | Tempo | Notas |
| -------- | ---- | --------------------------- | ------------- | ----- | ----- |
| 1        | 2    | Marlon Devonish             | Reino Unido   | 20.68 | Q, =  |
| 2        | 5    | Paul Hession                | Irlanda       | 20.69 | Q     |
| 3        | 6    | Sebastian Ernst             | Alemanha      | 20.72 | Q     |
| 4        | 7    | Likoúrgos-Stéfanos Tsákonas | Alemanha      | 20.74 | q     |
| 5        | 1    | Jonathan Åstrand            | Finlândia     | 20.78 | q,    |
| 6        | 4    | Dmitriy Glushchenko         | Israel        | 21.09 |       |
| 7        | 8    | Gregor Kokalovic            | Eslovênia     | 21.24 |       |

### Semifinal
Qualificação: 3 atletas de cada bateria  (Q) mais os  2 melhores qualificados (q). 
Semifinal 1
| Posição | Raia | Atleta                      | Nacionalidade | Tempo | Notas           |
| ------- | ---- | --------------------------- | ------------- | ----- | --------------- |
| 1       | 6    | Jaysuma Saidy Ndure         | Noruega       | 20.50 | Q               |
| 2       | 3    | Marlon Devonish             | Reino Unido   | 20.55 | Q,              |
| 3       | 4    | Martial Mbandjock           | França        | 20.62 | Q               |
| 4       | 5    | Paul Hession                | Irlanda       | 20.67 | q               |
| 5       | 8    | Likoúrgos-Stéfanos Tsákonas | Grécia        | 20.75 | q               |
| 6       | 7    | Vyacheslav Kolesnichenko    | Rússia        | 20.88 | Recorde pessoal |
| 7       | 2    | Arnaldo Abrantes            | Portugal      | 20.88 |                 |
| 8       | 1    | Sebastian Ernst             | Alemanha      | 20.95 |                 |

Semifinal 1
| Posição | Raia | Atleta                | Nacionalidade | Tempo | Notas |
| ------- | ---- | --------------------- | ------------- | ----- | ----- |
| 1       | 7    | Christophe Lemaitre   | França        | 20.39 | Q     |
| 2       | 8    | Christian Malcolm     | Reino Unido   | 20.58 | Q     |
| 3       | 2    | David Alerte          | França        | 20.59 | Q     |
| 4       | 4    | Johan Wissman         | Suécia        | 20.77 |       |
| 5       | 6    | Kamil Krynski         | Polónia       | 20.81 | =     |
| 6       | 1    | Jonathan Astrand      | Finlândia     | 20.81 |       |
| 7       | 5    | Marc Schneeberger     | Suíça         | 20.82 |       |
| 8       | 3    | Jeffrey Lawal-Balogun | Reino Unido   | 20"85 |       |

### Final
| Posição.          | Raia | Atleta                      | Nacionalidade | Tempo   | Notas                |
| ----------------- | ---- | --------------------------- | ------------- | ------- | -------------------- |
| Medalha de ouro   | 5    | Christophe Lemaitre         | França        | 20.37   |                      |
| Medalha de prata  | 6    | Christian Malcolm           | Reino Unido   | 20.38   | Recorde da temporada |
| Medalha de bronze | 8    | Martial Mbandjock           | França        | 20.42   |                      |
| 4                 | 3    | Marlon Devonish             | Reino Unido   | 20.62   |                      |
| 5                 | 4    | Jaysuma Saidy Ndure         | Noruega       | 20.63   |                      |
| 6                 | 2    | Paul Hession                | Irlanda       | 20.71   |                      |
| 7                 | 1    | Likoúrgos-Stéfanos Tsákonas | Grécia        | 20.90   |                      |
| 8                 | 7    | David Alerte                | França        | 1:27.24 |                      |

Legenda
| Recorde mundial       | Recorde mundial (World record)               |                       | Recorde africano                      | Recorde africano (African) |                                           | Q | Classificado por posição (Qualified) |
| Recorde do campeonato | Recorde do campeonato (Championship record)  | Recorde da América    | Recorde da América (Americas)         | q                          | Classificado por melhor tempo (Qualified) |   |                                      |
| Melhor marca do ano   | Melhor marca do ano (World leading)          | Recorde asiático      | Recorde asiático (Asian)              | DNS                        | Não largou (Did not start)                |   |                                      |
| Recorde nacional      | Recorde nacional (National record)           | Recorde europeu       | Recorde europeu (European)            | DNF                        | Não terminou (Did not finish)             |   |                                      |
| Recorde pessoal       | Recorde pessoal do atleta (Personal best)    | Recorde da Oceania    | Recorde da Oceania (Oceania)          | DSQ / DQ                   | Desclassificado (Disqualified)            |   |                                      |
| Recorde da temporada  | Recorde da temporada do atleta (Season best) | Recorde sul-americano | Recorde sul-americano (South America) | NM                         | Sem marca (No mark)                       |   |                                      |